# Tanacetum depauperatum
Tanacetum depauperatum là một loài thực vật có hoa trong họ Cúc. Loài này được (Post) Grierson miêu tả khoa học đầu tiên năm 1975.